# Kreuzberg-Gruppe
Die nach dem Hauptgipfel Kreuzberg 928 m benannte Naturraum Kreuzberg-Gruppe ist ein Teil der Südlichen Hochrhön, die zusammen mit der Zentralen Rhön die Hohe Rhön bildet,
die wiederum  Teil des das Osthessischen Berglandes ist. Die Kreuzberg-Gruppe wird im westlichen Teil durch die Sinn entwässert, im östlichen über die Brend und im südlichen durch den Schmalwasserbach und den Kellersbach.

## Naturräumliche Zuordnung
Der Name Dammersfeldrücken wurde 1968 im Rahmen der naturräumlichen Gliederung 1:200.000 (Blatt 140 Schweinfurt) als Naturraum definiert und wie folgt zugeordnet:
- (zu 35 Osthessisches Bergland)
  - (zu 354 Hohe Rhön)
    - (zu 354.0 Südliche Hochrhön)
      - 354.02 Kreuzberg-Gruppe

## Abgrenzung
Im Norden und Nordwesten wird das Gebiet der Kreuzberg-Gruppe innerhalb derselben Haupteinheit Osthessisches Bergland mit der Untereinheit Hohe Rhön durch die Brend und die Sinn vom Dammersfeldrücken abgetrennt. Im Südwesten, auch zur selben Haupteinheit gehörend, wird die Gebirgsgruppe durch den Kellersbach von den Schwarzen Bergen abgetrennt. Im Süden grenzt die zur Haupteinheit Odenwald, Spessart und Südrhön gehörende Hammelburger Südrhön mit dem Adelsberger Wald an. Im Osten, zur Östlichen Südrhön gehörend, ist dies die Schönauer Hochfläche.

## Geologie
Das anstehende Gestein ist dem Oberen Buntsandstein zuzuordnen. Darüber befindet sich eine Schicht Muschelkalk. Wiederum darüber ist eine Schicht Lettenkeuper und eine Schicht Gipskeuper auszumachen. Basalt kann man an der Ostseite des Kreuzberggipfels ausmachen, sowie auf Höhe der Muschelkalkschichten.
Wo Buntsandstein ansteht, sind die Hänge flach. Am morphologisch härteren Muschelkalkgestein werden die Hänge steiler.
Die Böden der Gebirgsgruppe sind überwiegend lehmig.

## Berge
- Kreuzberg (928 m, zentral gelegen; östlich von Wildflecken und südlich von Bischofsheim in der Rhön)
  - Käulingberg (754 m, Ostausläufer)
  - Kleiner Guckas (749 m, Westsüdwestausläufer)
- Arnsberg (843 m, nördlich des Kreuzbergs)
  - Hagküppel (693 m, Nordwestausläufer mit Doppelturmhügel Oberweißenbrunn)
  - Ziegelberg (693 m, Nordausläufer)
- Osterburg (714 m, nordöstlich des Arnsbergs mit Burgruine Osterburg)